# George Lewis, 1. Baronet

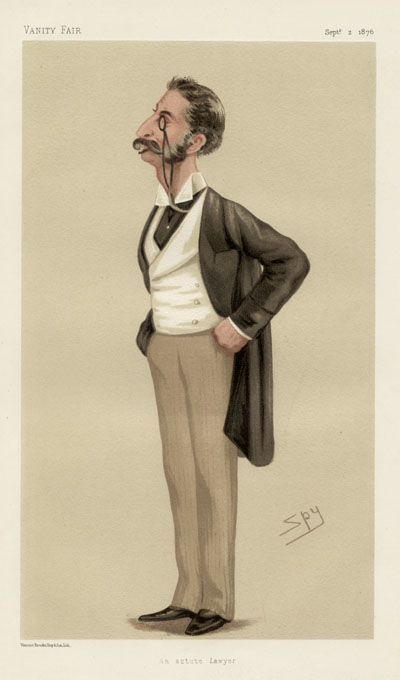
Sir George Henry Lewis, 1. Baronet, Karikatur in Vanity Fair

Sir George Henry Lewis, 1. Baronet (* 21. April 1833 in London; † 7. Dezember 1911 in London) war ein britischer Jurist, Seniorchef der Anwaltsfirma Lewis & Lewis und bekannter Anwalt in Sensationsprozessen. Er war auch Rechtsbeistand des Jewish Colonial Trust in London.

## Leben
Lewis wurde in London geboren und studierte am University College London. Ab 1850 wurde er in der Anwaltskanzlei Lewis & Lewis, die seinem Vater James Graham Lewis (1804–1869) und einem Onkel gehörte, zum Rechtsanwalt ausgebildet. 1856 erhielt er die Anwaltszulassung und wurde zum Mitinhaber der Kanzlei. Einen Namen machte sich Lewis, als er die Direktoren der Overend and Gurney Bank verklagte, weil diese die Finanzkrise im Jahr 1866 verschuldet hätten. Nach dem erfolgreichen Abschluss des Prozesses erhielt Lewis mehrere aufsehenerregende Mandate und spielte in Sensationsprozessen des späten 19. Jahrhunderts in England eine gewichtige Rolle, wie dem Hatton Garden-Diamantenraub, dem Königlichen Bakkarat-Skandal, in dem der Prince of Wales als Zeuge vernommen wurde, und dem Bravo-Fall, bei dem der ungeklärte Mord an einem Rechtsanwalt verhandelt und der später verfilmt und in mehreren Dokumentationen beleuchtet wurde.
Lewis war zwei Mal verheiratet und hatte drei Kinder. 1893 wurde er zum Knight Bachelor geschlagen und wurde am 1. August 1902 zum erblichen Baronet, of Portland Place, in the Borough of Marylebone, in the County of London, erhoben.